# جيني مينو
جيني مينو (بالإنجليزية: Jenni Meno)‏ فتاة أمريكانية تتزحلق وترقص على الجليد. تعرفت على سكوت ويندلاند ورقصت معه على الجليد بدءا من أبريل 1992 ومن ثم ربح الزوج ثلاثة أوسمة في بطولات ورلد فيجور سكاتنجز

## الخطبة والزواج
خطبة مينو إلى زوجها ساند حدثت في برنامج قصير في أولمبياد ليليهامر النرويجي وتوجت بالزواج سنة 1995 في ليلة 22 يوليو.

## الاحتراف
وبعد هواية الزوج أصبحا محترفين وتزلحقا في رحلة ستارز أون تورز لستة فصول.

## الأطفال
مؤخرا ولدت مينو صبيا اسمه جاك عام 2004، أما الابن الثاني فاسمة مات كنث.

## التلفاز
ظهرت مينو مع ساند على تلفزيون الثعلب الأمريكي عام 2006.

## أضواء المهنة

### (with Wendland)
1991
- U.S. Championships - 3rd
- World Championships - 10th

1992
- U.S. Championships - 2nd
- Olympics - 11th
- World Championships - 11th

### (with Sand)
1993
- U.S. Championships - 2nd
- World Championships - 5th

1994
- U.S. Championships - 1st
- Olympics - 5th
- World Championships - 6th

1995
- U.S. Championships - 1st
- World Championships - 3rd

1996
- U.S. Championships - 1st
- World Championships - 3rd

1997
- U.S. Championships - 2nd
- World Championships - 5th

1998
- Olympics - 8th
- World Championships - 2nd

## روابط خارجية
- جيني مينو على موقع اللجنة الأولمبية الدولية (الإنجليزية)
- جيني مينو على موقع أوليمبيديا (الإنجليزية)